# Xubada
|  | No s'ha de confondre amb Xubida. |

Xubada (en rus: Шубада) és un poble del Daguestan, a Rússia, que en el cens del 2010 tenia 2 habitants. Pertany al districte rural de Gunib.